# Dagmar Havlová (podnikatelka)
Dagmar Havlová (rozená Ilkovičová, * 1. února 1951 Bratislava) je slovenská matematička, podnikatelka, manželka Ivana Havla a švagrová Václava Havla. Jejím otcem byl slovenský fyzik Dionýz Ilkovič.

## Majetkové spory

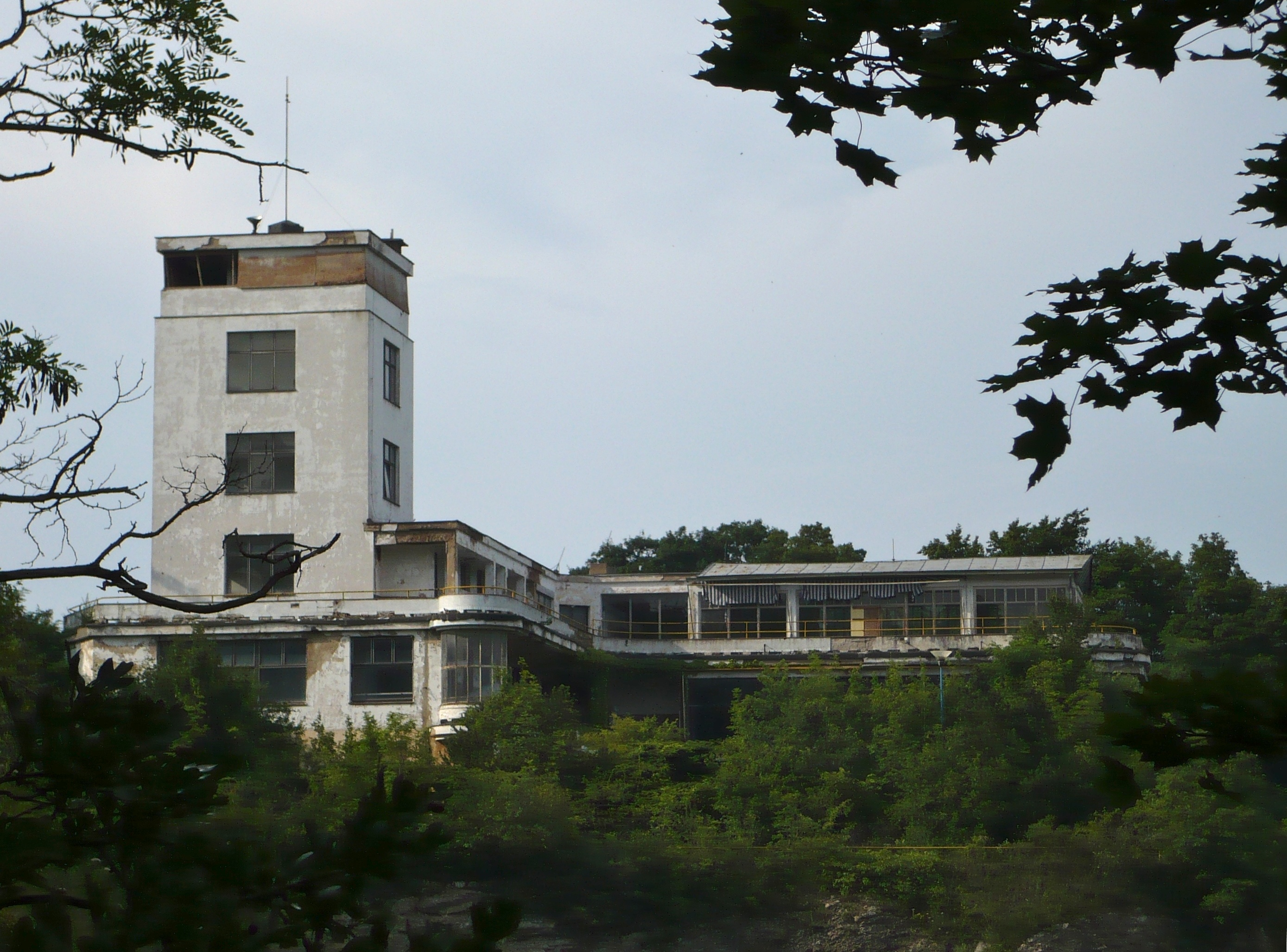
Vyhlídková restaurace Terasy

V médiích byla Dagmar Havlová nejčastěji zmiňována v souvislosti s majetkovými spory o pražské nemovitosti Palác Lucerna a Barrandovské terasy. Tyto nemovitosti získali bratři Václav a Ivan Havlovi v roce 1992 v restituci. Později Ivan Havel věnoval svůj podíl právě své manželce Dagmar.
Václav Havel prodal v roce 1997 svůj podíl v Paláci Lucerna za 200 milionů korun společnosti C.H.R., dceřiné společnosti Václavem Junkem ovládaného Chemapolu, která jej o dva roky později prodala Dagmar Havlové za pouhých 145 milionů korun. C.H.R. v roce 2001 zkrachovala.
Správce konkursní podstaty dospěl k názoru, že právě prodej Lucerny významně přispěl k pádu společnosti – Dagmar Havlová navíc ve skutečnosti zaplatila jen část peněz, zbytek tvořily zápočty pohledávek. Odprodaná část Lucerny tak byla zahrnuta do majetku, z něhož měly být uspokojovány nároky věřitelů. Havlová odmítla spolupracovat a následně byla obžalována z porušení povinnosti v řízení o konkurzu. V únoru 2004 byla v plném rozsahu zproštěna obžaloby, verdikt potvrdil v dubnu téhož roku odvolací soud.
V případě Barrandovských teras naopak Dagmar Havlová svůj podíl odprodala své švagrové, herečce Dagmar Havlové.

## Biofarma Košík
Dagmar Havlová vlastní Biofarmu Košík v Košíku-Tuchomi v okrese Nymburk s chovem romanovských ovcí, pěstováním zeleniny a se sýrařskou výrobou.

## Zajímavosti
Dagmar Havlová uzavřela smlouvu se sochařem Davidem Černým o instalaci jeho díla, žertovné plastiky Kůň z roku 1999, představující svatého Václava sedícího na břiše svého mrtvého koně (původně se nacházející na dolním konci Václavského náměstí). Socha je v současné době nainstalována v pasáži paláce Lucerna v Praze na Novém Městě. Součástí smlouvy je i dohoda, že dílo má viset v Pasáži Lucerna do té doby, dokud nebude v zemích Koruny české obnovena konstituční monarchie, neboť Dagmar Havlová je známa svými sympatiemi pro obnovu monarchie.
Zúčastnila se také několika expedic na základnu Eco-Nelson do Antarktidy na ostrov Nelson, pod vedením Jaroslava Pavlíčka.